# Survivor: Millennials vs. Gen X
Survivor: Millennials vs. Gen X foi a trigésima-terceira temporada do reality show americano Survivor.  A competição começou com duas tribos de dez jogadores cada divididos por gerações: Gen X composta pelos nascidos entre 1963 e 1982 e, Millennials formada pelos nascidos entre 1984 e 1997 (ninguém nascido em 1983 participou dessa temporada). Essa foi a terceira temporada na qual os competidores iniciaram divididos por idade, as duas primeiras foram Survivor: Panama e Survivor: Nicaragua. Foi, ainda, a segunda temporada a ser gravada em Fiji, a primeira foi Survivor: Fiji, filmada em 2006 na região de Macuata, Vanua Levu.
A temporada estreou em 21 de setembro de 2016 com um episódio de 90 minutos de duração e encerrou em 14 de dezembro de 2016, ocasião em que Adam Klein foi anunciado com o grande vencedor da competição, tendo derrotado Ken McNickle e Hannah Shapiro, em uma votação unânime de 10-0-0 votos.
Essa temporada apresentou a primeira evacuação de todo o seu elenco. No segundo dia de competição todos os jogadores foram removidos da ilha onde estavam acampados devido a passagem do Ciclone Zena; na manhã seguinte todos retornaram a seus acampamentos e nenhum tempo adicional foi necessário para terminar o jogo.

## Participantes
- Adam Klein - 25 anos - São Francisco, Califórnia
- Bret LaBelle - 42 anos -  Dedham, Massachusetts
- Chris Hammons- 38 anos - Moore, Oklahoma
- Ciandre "CeCe" Taylor - 39 anos -  Granada Hills, Califórnia
- David Wright - 42 anos - Sherman Oaks, Califórnia
- Hannah Shapiro - 24 anos - West Hollywood, Califórnia
- Jessica "Figgy" Figueroa - 23 anos - Nashville, Tennessee
- Jessica Lewis - 37 anos - Voorheesville, Nova Iorque
- Justin "Jay" Starrett - 27 anos -  Fort Lauderdale, Flórida
- Ken McNickle - 33 anos - Denver, Colorado
- Lucy Huang - 42 anos -   Diamond Bar, Califórnia
- Mari Takahashi - 31 anos - Los Angeles, Califórnia
- Michaela Bradshaw - 25 anos -  Fort Worth, Texas
- Michelle Schubert - 28 anos - Yakima, Washington
- Paul Wachter - 52 anos - Sugarloaf Key, Flórida
- Rachel Ako - 37 anos -  Los Angeles, Califórnia
- Sunday Burquest - 45 anos - Otsego, Minnesota
- Taylor Lee Stocker - 24 anos - Post Falls, Idaho
- Will Wahl - 18 anos - Long Valley, Nova Jérsei
- Zeke Smith - 28 anos - Brooklyn, Nova Iorque

## Episódios
| 01 | May the Best Generation Win    | Rachel             | 9,46 | 21 de setembro de 2016 |  |  |
|    |                                |                    |      |                        |  |  |
| 02 | Love Goggles                   | Mari               | 9,16 | 28 de setembro de 2016 |  |  |
|    |                                |                    |      |                        |  |  |
| 03 | Your Job is Recon              | Paul               | 8,60 | 5 de outubro de 2016   |  |  |
|    |                                |                    |      |                        |  |  |
| 04 | Who's the Sucker at the Table? | Lucy               | 9,06 | 12 de outubro de 2016  |  |  |
|    |                                |                    |      |                        |  |  |
| 05 | Idol Search Party              | CeCe               | 8,59 | 19 de outubro de 2016  |  |  |
|    |                                |                    |      |                        |  |  |
| 06 | The Truth Works Well           | Figgy              | 8,30 | 26 de outubro de 2016  |  |  |
|    |                                |                    |      |                        |  |  |
| 07 | I Will Destroy You             | Michaela           | 6,93 | 2 de novembro de 2016  |  |  |
|    |                                |                    |      |                        |  |  |
| 08 | I'm the Kingpin                | Michelle           | 8,81 | 9 de novembro de 2016  |  |  |
|    |                                |                    |      |                        |  |  |
| 09 | Still Throwin' Punches         | Taylor             | 8,49 | 16 de novembro de 2016 |  |  |
|    |                                |                    |      |                        |  |  |
| 10 | Million Dollar Gamble (Part 1) | Chris              | 7,74 | 23 de novembro de 2016 |  |  |
|    |                                |                    |      |                        |  |  |
| 11 | Million Dollar Gamble (Part 2) | Jessica            | 7,74 | 23 de novembro de 2016 |  |  |
|    |                                |                    |      |                        |  |  |
| 12 | About to Have a Rumble         | Zeke               | 8,86 | 30 de novembro de 2016 |  |  |
| 13 | Slayed the Survivor Dragon     | Will Sunday        | 8,50 | 7 de dezembro de 2016  |  |  |
|    |                                |                    |      |                        |  |  |
| 14 | I'm Going for a Million Bucks  | Jay Bret David     | 9,09 | 14 de dezembro de 2016 |  |  |
|    |                                |                    |      |                        |  |  |
| -  | The Reunion (A Reunião)        | Adam1 Hannah1 Ken1 | 6,40 | 14 de dezembro de 2016 |  |  |
|    |                                |                    |      |                        |  |  |

↑1 O nome grafado em vermelho indica que o competidor foi o vencedor da temporada e, portanto, não foi eliminado. Os nomes grafados em verde  indicam que os competidores não foram eliminados e, como cada um recebeu a mesma quantidade de votos, terminaram empatados na segunda colocação.

## Ligações Externas
- «Página oficial do Survivor» (em inglês). pela CBS